# Круглохвостая бойцовая рыбка
Круглохво́стая бойцо́вая ры́бка (лат. Betta splendens varr. „“) — одна из искусственно культивированных породных разновидностей, полученной при селекционном отборе и разведении дикой формы сиамских бойцовых рыбок (лат. Betta splendens).

## Этимология
Своё именование получили за округлую форму плавников.

## Описание
Относятся к группе короткохвостых сиамских петушков.

## Условия содержания

### Размножение
Размножение такое же как и у обычных лабиринтовых рыб — гурами, лялиусов, петушков и макроподов. При подборе пар обращают внимание на особенности цвета и размера бойцовых рыбок, дабы не нарушать статей породы.